# Beroepsinstituut van vastgoedmakelaars
Het Beroepsinstituut van Vastgoedmakelaars (BIV) (Frans: Institut Professionnel des Agents Immobiliers (IPI)) is het controle- en tuchtorgaan van de Belgische vastgoedmakelaars en valt onder toezicht van de federale minister van Middenstand. 

## Taken en bevoegdheden
Het BIV heeft wettelijk gedefinieerde taken. Het Instituut controleert dat wie actief is op de Belgische vastgoedmarkt als bemiddelaar in verkoop of verhuur, als syndicus of als rentmeester, voldoet aan de bij wet bepaalde vereisten en dwingt af dat vastgoedmakelaars de deontologie respecteren. Enkel met een erkenningsnummer, een zogenaamd “BIV-nummer”, mag iemand zichzelf vastgoedmakelaar noemen en op zelfstandige basis vastgoedmakelaarsactiviteiten stellen. Wie ingeschreven is op het tableau van de beroepsbeoefenaars of op de lijst van stagiairs van het BIV, staat onder toezicht van het BIV en moet de deontologische regels van het Instituut naleven. Het BIV heeft de bevoegdheid om erkenningen toe te kennen of in te trekken.

## Structuur
Het BIV bestaat uit verschillende afdelingen of organen die volgens de principes van de scheiding der machten zijn gecreëerd. Om die reden kan niemand in meerdere organen tegelijkertijd zetelen. In elk orgaan zetelen (bijna uitsluitend) verkozen vastgoedmakelaars
De Nationale Raad is het wetgevend orgaan, vergelijkbaar met het parlement. Tot de bevoegdheden van de Nationale Raad behoren onder andere: het opstellen en aanpassen van het stagereglement en de plichtenleer, het nemen van maatregelen inzake vorming van de leden enz. De Nationale Raad is paritair samengesteld en telt 36 verkozenen: 18 effectieve leden en 18 plaatsvervangende leden (telkens 9 Nederlandstaligen en 9 Franstaligen). De Nationale Raad bestaat uit vastgoedmakelaars die onder en door vastgoedmakelaars verkozen worden.
Het Bureau, het uitvoerend orgaan, bestaat uit vier leden van de Nationale Raad: 2 Nederlandstalige en 2 Franstalige leden. Het Bureau staat in voor de dagelijkse werking van het BIV, het voorbereiden van de Nationale Raad, personeelsaangelegenheden enz. Elk van de vier Bureauleden leden heeft zijn of haar functie: voorzitter, eerste ondervoorzitter, tweede ondervoorzitter, penningmeester. 
De Kamers ten slotte zijn de administratieve rechtscolleges die onafhankelijk oordelen over klachten tegen vastgoedmakelaars. Bij een klacht oordeelt een door de minister benoemde advocaat of de feiten een tuchtrechtelijke vervolging rechtvaardigen. Deze rechtskundig assessor, een "makelaarsprocureur", kan beslissen om een klacht te laten behandelen voor de Uitvoerende Kamer (UK) van het BIV, de tuchtrechtbank van eerste aanleg, of om een klacht te seponeren. In deze tuchtrechtbank zetelen opnieuw verkozen vastgoedmakelaars, voorgezeten door een door de Koning aangeduide magistraat of advocaat. De UK kan verschillende tuchtstraffen uitspreken, gaande van een waarschuwing tot een schrapping. Tegen beslissing van de Kamer kan hoger beroep worden aangetekend. Dan komt het dossier voor de Kamer van Beroep (KvB) waar (andere) verkozen vastgoedmakelaars en een door de Koning benoemde magistraat of advocaat als voorzitter zetelen.

## Oprichting
Voor 1995 kon om het even wie vastgoedmakelaarsactiviteiten uitoefenen. Stilaan groeide het besef dat een regulering nodig was.
Om het beroep van vastgoedmakelaar te reguleren, werd het BIV in België opgericht in de vorm van een publiekrechtelijke beroepscorporatie, "een onafhankelijke en autonome instelling met een representatief karakter: de leden van de verschillende organen worden verkozen onder en door de vastgoedmakelaars zelf".
De oprichting gebeurde bij koninklijk besluit van 6 september 1993 tot bescherming van de beroepstitel en van de uitoefening van het beroep van vastgoedmakelaar, dat voortbouwde op de Kaderwet van 1 maart 1976 tot reglementering van de bescherming van de beroepstitel en van de uitoefening van de dienstverlenende intellectuele beroepen. De officiële installatie van het BIV vond plaats op 1 maart 1995.
De wetgeving is van toepassing op de natuurlijke personen die het beroep als zelfstandige in hoofd- of bijberoep uitoefenen. Deze BIV-erkenning is strikt persoonlijk.
Rechtspersonen kunnen zich eveneens inschrijven bij het Beroepsinstituut van Vastgoedmakelaars. Dit laatste is facultatief.

## Inschrijving op basis van diploma
Kandidaat-vastgoedmakelaars moeten minstens beschikken over een bachelordiploma van een hogeschool of een ondernemersopleiding tot vastgoedmakelaar gevolgd hebben. Na een verplichte stage van minimum 1 jaar moeten zij slagen voor zowel een schriftelijk als een mondeling examen (de praktische bekwaamheidstest), alvorens ze zich titularis mogen noemen. Het BIV-IPI vervult zo haar rol in het bewaken van de kwaliteit van de vastgoedmakelaars die hun materie beheersen, wat in het voordeel is van alle actoren op de vastgoedmarkt.

## Inschrijving op basis van beroepservaring
Sinds 1 februari 2024 bestaat de mogelijkheid om onder welomschreven voorwaarden, op basis van eerder verworven voltijdse en pertinente beroepservaring van minstens 6 jaar te worden ingeschreven bij het BIV en zo het beroep te mogen uitoefenen in hoedanigheid van zelfstandige alsook de titel van vastgoedmakelaar te mogen voeren. Deze aanvraag moet met de nodige bewijsstukken worden ondersteund. De Uitvoerende Kamer gaat dossier per dossier na of de aanvraag aan de gestelde voorwaarden voldoet. Als dat het geval is, wordt de kandidaat toelating verleend om deel te nemen aan de praktische bekwaamheidstest. Er moet dan geen stage worden gelopen gezien de praktijkcomponent werd aangetoond via de beroepservaring.

## Belangenverstrengeling
Eind 2014 zond de Belgische omroep VRT een reportage uit in een aflevering van Panorama, die verschillende misstanden bij het BIV aankaartte. De reportage alludeerde onder andere op onderlinge prijsafspraken die de kosten voor consumenten onnodig hoog houden en op het tegenwerken van voor de klant financieel interessante initiatieven, dat topmensen van het BIV zichzelf interessante contracten toespeelden en dat een voor zijn praktijken veroordeelde makelaar, ondanks zijn veroordeling nog steeds in functie was als lekenrechter bij het BIV, en in die hoedanigheid tuchtsancties kon uitspreken over andere makelaars. Het BIV gaf naar aanleiding van de reportage aan zich niet te herkennen in het geschetste beeld, maar dat men interne procedures zou gaan verbeteren.
In reactie op de uitzending kondigde de Belgische Mededingingsautoriteit in februari 2015 aan een onderzoek naar het BIV te zullen starten. De conclusie die uit dit onderzoek volgde, was dat de BMA geen bewijs had gevonden dat de leden van het BIV verplicht waren een minimumcommissie van 3% aan te houden, maar wel dat men had geconstateerd dat een ruime meerderheid deze 3% wel als referentiepunt hanteerde. De BMA adviseerde hierop de makelaars om meer variatie in hun tarieven aan te brengen.

## Lijst van bestuurders
| Periode    | Voorzitter                                                         | 1ste ondervoorzitter                                       | 2de ondervoorzitter                                              | Penningmeester                                                         |
| ---------- | ------------------------------------------------------------------ | ---------------------------------------------------------- | ---------------------------------------------------------------- | ---------------------------------------------------------------------- |
| 2025- 2029 | Patrick Boterbergh                                                 | Sandrine Galet                                             | Jan Alleman                                                      | Véronique Dugait                                                       |
| 2021- 2025 | Nicolas Watillon                                                   | Olivier Morobé                                             | Sandrine Galet                                                   | Frederiek Thiers                                                       |
| 2017-2021  | Stefaan Leliaert                                                   | Paul Houtart († 2017), Nicolas Watillon (vanaf 23/02/2017) | Alain Deketelaere                                                | Nicolas Watillon (tot 23/02/2017), Cécile Vause (vanaf 23/02/2017)     |
| 2013-2017  | Michel Dussart (tot 08/10/2013), Yves Van Ermen (vanaf 08/10/2013) | Luc Machon                                                 | Yves Van Ermen (tot 08/10/2013), Paul Houtart (vanaf 08/10/2013) | Filip Van der Veken                                                    |
| 2009-2013  | Luc Machon                                                         | Hugues de Bellefroid                                       | Kristien Berkein (functie vanaf 06/10/2012)                      | Rodolphe d’Oultremont                                                  |
| 2005-2009  | Olivier Vigneron                                                   | Frank Thiers                                               | n.v.t                                                            | Erik Deckers (tot 16/01/2006), Hugues de Bellefroid (vanaf 16/01/2006) |
| 2001-2005  | Johan Tackoen                                                      | Guy Nelis (2001-2003), Jacques Walckiers (2003-2005)       | n.v.t                                                            | Winand Van Coillie                                                     |
| 1995-2001  | Jean-Marie Ledoux (1995- † 1998), Roger Braconnier (1998-2001)     | Arsène Beirens                                             | n.v.t                                                            | Jacques Gobert (functie vanaf 12 december 1995)                        |